# Лодовіко Феррарі
Лодовіко Феррарі (італ. Lodovico Ferrari; 2 лютого 1522, Болонья — 5 жовтня 1565, Болонья) — італійський математик, найбільш відомий знаходженням загального розв'язку рівняння четвертого степеня.
Народився в бідній сім'ї. У віці 15 років пішов служити помічником до відомого на той час Джироламо Кардано. Ходив на лекції Кардано, вивчав грецьку, латинську мови, а також математику.
Кардано був відомий своїм відкриттям методом розв'язку рівняння третього степеня. Феррарі зумів знайти схожий метод для розв'язку рівняння четвертого степеня. Обидва алгоритми Кардано опублікував у своїй книзі «Велике Мистецтво» (лат. Ars magna).
Після цієї публікації, Лодовіко мав знамениту суперечку з іншим італійським математиком Нікколо Тарталья, з приводу знаходження розв'язку кубічного рівняння. 10 серпня 1548 року, Тарталья і Феррарі зустрілись в Мілані для публічного математичного змагання, з якого Феррарі вийшов переможцем.
1540 року вісімнадцятилітній Лодовіко став професором Міланського університету. 1556 року він повернувся в рідну Болонью, де став професором місцевого університету. Не доживши до 44 років, він передчасно помер. Згідно з чутками сестра отруїла його миш'яком[джерело?].
На його честь названо астероїд 21331 Лодовікоферрарі.